# Маргграф, Андреас Сигизмунд
Андре́ас Сигизму́нд Ма́ргграф (нем. Andreas Sigismund Marggraf; 3 марта 1709, Берлин — 7 августа 1782, Берлин) — немецкий химик, один из последних значительных химиков эпохи теории флогистона.
Член Берлинской академии наук (1738), иностранный почётный член Петербургской академии наук (1776), иностранный член Парижской академии наук (1777).

## Биография
Отец, аптекарь королевского двора Хеннинг Кристиан Маргграф, занимался с молодым человеком фармацией и химией. Позже он становится учеником профессора Каспара Нойманна, который, будучи учеником Георга Шталя, преподает ему химию в свете теории флогистона, что определило стиль научного мышления Маргграфа на всю жизнь. В дальнейшем он углубляет свои знания, изучая химию и физику в Страсбурге, медицину в Галле (1733—1734), металлургию во Фрейбергской горной академии (1735).
С 1735 работает в отцовской аптеке в Берлине. С 1738 — член Берлинской Академии наук (с жалованьем). С 1754 — директор Химической лаборатории Берлинской академии наук. В 1760—1761 директор Физико-химической секции Берлинской Академии наук. С 1767 до самой смерти (1782) — директор Физического класса академии и лаборатории при нём.

## Научная работа
- 1743 — разработка способа получения фосфора из мочи с применением фосгенита, песка и угля
- 1745 — получение цианида калия и описание его воздействия на соли металлов
- 1746 — разработка способа получения чистого цинка путём прокаливания смеси его окиси с углём без доступа воздуха в глиняных огнеупорных ретортах с последующей конденсацией паров цинка в холодильниках
- 1747 — внедрение микроскопа как устройства исследования в химии
- 1747 — обнаружение при помощи микроскопа кристаллов сахара в тонких срезах корней свёклы, что привело в дальнейшем (стараниями его ученика Ф. К. Ашара) к возникновению свеклосахарной промышленности в Европе.
- 1748 — исследование богатой железом воды из берлинского источника и признание её лечебных свойств, что дало название одному из районов Берлина — «Целебный источник» (нем. Gesundbrunnen)
- 1749 — исследование муравьиной кислоты и её солей
- 1750 — получение гипса в результате взаимодействия серной кислоты и известковой земли, установление сходства состава гипса с другими сернокислыми солями, в частности, с тяжелым шпатом (сульфат бария)
- 1754 — выделил из раствора квасцов (действием щелочи) осадок окиси алюминия, названной им «квасцовой землей» (Alaunerde), и установил её отличие от других земель.
- 1758 — обнаружение отличия в цвете пламени при горении натрия и калия